# اچ‌ام‌اس کورنوال (۱۷۶۱)
اچ‌ام‌اس کورنوال (۱۷۶۱) (به انگلیسی: HMS Cornwall (1761)) یک کشتی بود که طول آن ۱۶۸ فوت (۵۱ متر) بود. این کشتی در سال ۱۷۶۱ ساخته شد.